# Rivière Boucher (rivière Rimouski)
Pour les articles homonymes, voir Rivière Boucher.
La Rivière Boucher coule dans la Réserve faunique Duchénier et dans la municipalité de Saint-Narcisse-de-Rimouski, dans la municipalité régionale de comté (MRC) de Rimouski-Neigette, dans la région administrative du Bas-Saint-Laurent, au Québec, au Canada.
Cette rivière se déverse sur la rive ouest de la rivière Rimouski, laquelle coule vers le nord jusqu'à la rive sud du fleuve Saint-Laurent où elle se déverse au cœur de la ville de Rimouski.

## Géographie
La rivière Boucher prend sa source à l'embouchure du lac Landry (longueur : 1,1 km ; altitude : 275 m), dans la Réserve faunique Duchénier, dans les monts Notre-Dame. De forme allongée (orienté vers le nord-est), ce lac est situé au sud-est du Grand Lac Touradi et au sud du lac Boucher. Contrairement aux lacs environnants situés au nord et à l'ouest qui sont positionnés en parallèle les uns des autres et qui épousent des plis appalachiens de l'écorce terrestre, le lac Landry est formé d'un creux de montagne. Il est situé près de la ligne de départage des eaux entre le versant de la Petite rivière Touradi (située du côté nord) et le versant de la Grande Coulée (côté sud) qui se déverse sur la rive nord de la rivière du Grand Touradi.
Le lac Landry est borné du côté sud-est par une montagne dont le sommet atteint 404 m. L'embouchure du lac Landry est sur la rive nord-ouest, à 26,1 km au sud-est du littoral Sud-Est du fleuve Saint-Laurent, à 1,9 km au sud-est du Grand Lac Touradi, à 7,4 km au sud-est de la limite nord de la Réserve faunique Duchénier et à 22,0 km au sud-est du centre du village de Saint-Narcisse-de-Rimouski.
À partir de l'embouchure du lac Landry, la rivière Boucher coule sur 16,3 km, répartis selon les segments suivants :
- 2,8 km vers le nord-est, dans la Réserve faunique Duchénier, en traversant un petit lac sans nom (longueur : 0,4 km ; altitude : 269 m), jusqu'à l'embouchure du lac Trinité (longueur : 0,8 km ; altitude : 263 m) que le courant traverse sur 0,2 km vers le nord ;
- 5,2 km vers le nord-est, en traversant un petit lac sans nom (longueur : 0,2 km ; altitude : 262 m), jusqu'à l'embouchure du lac Alphonse (longueur : 1,3 km ; altitude : 214 m) que le courant traverse vers le nord-est sur sa pleine longueur ;
- 3,8 km vers le nord-est, en recueillant les eaux de deux petits lacs, jusqu'à la limite de la municipalité de Saint-Narcisse-de-Rimouski ;
- 3,9 km vers le nord-est, puis vers le sud, dans Saint-Narcisse-de-Rimouski, jusqu'à l'embouchure d'un petit lac sans nom (longueur : 0,3 km ; altitude : 143 m) que le courant traverse vers le sud-est sur 0,3 km ;
- 0,6 km vers l'est, jusqu'à sa confluence[1].

La rivière Boucher se déverse sur la rive ouest de la rivière Rimouski en aval des chutes à Hubb et en amont du rapide des Crêpes et du rapide des Bœufs. Cette confluence est située à 21,4 km au sud-est du littoral Sud-Est du fleuve Saint-Laurent, à 1,2 km de la limite Est de la Réserve faunique Duchénier, à 7,0 km en amont de la confluence de la Rivière du Chat.

## Toponymie
Le terme « Boucher » constitue un patronyme de famille d'origine française.
Le toponyme Rivière Boucher a été officialisé le 5 décembre 1968 à la Commission de toponymie du Québec.